# Governo di Livorno
Il governo civile e militare di Livorno fu una suddivisione amministrativa del Granducato di Toscana dopo la legge di riforma del 20 novembre 1849.
Prese origine dall'antico vicariato genovese (1408-1421) quando il castello di Livorno fu venduto alla repubblica di Firenze e ne seguì le sorti fino all'Unità d'Italia. La repubblica fiorentina acquisì il distretto di Livorno elevandolo a Capitanato (Capitanato della Città e Porto di Livorno) con la dichiarazione di Livorno città nel 1606 ed estendendone i confini da quelli dell'antico capitanato (dallo Stagno a nord ai monti della Valle Benedetta ad est fino al torrente Chioma a sud) verso l'interno, raddoppiandone la superficie con un'estensione che dal Calambrone, Stagno, comprendeva Vicarello, la fattoria di Collesalvetti, fino al torrente Isola, Ceppaiano, Tremoleto, Crespina, Lorenzana, Toraglia e discendendo lungo il fiume Fine fino alla foce e l'isola di Gorgona. Con Livorno elevata a città, fu posto a capo dell'amministrazione locale un governatore, che venne rappresentato in alcuni periodi da due soggetti (governatore civile della città e governatore delle armi o militare).  Il governatore rappresentava il governo centrale fiorentino (Governatore della Città, Porto di Livorno e del Littorale) con ampie prerogative decisionali che potevano variare secondo le direttive impartite dal governo centrale stesso. Le sue competenze territoriali, anche in tema di sanità si estendevano alla costa dalla foce del Serchio fino al fiume Fine, comprendendo anche l'isola di Gorgona ed il vicegovernatorato di Portoferraio.
Con diploma del 1722, Cosimo III de' Medici creò la contea autonoma di Lorenzana in favore del fiorentino Francesco Lorenzi, distaccando il centro omonimo e i distretti di Colle Alberti, Vicchio e Tremoleto dal Capitanato di Livorno fino al 1783.
Amministrativamente il capitanato dipese direttamente dal Distretto fiorentino, costituendo una exclave amministrativa nella Provincia Pisana, e godendo di tutti i benefici fiscali di tale distinzione. Con Pietro Leopoldo Livorno ed il suo capitanato entrò a far parte dell'allora riorganizzata Provincia di Pisa.
Con la riforma amministrativa del 1849 (Legge 20 novembre 1849) che dette seguito al R.D. 9 marzo 1848, mentre altre città furono costituite in Compartimenti, Livorno rimase Governo della città e porto, ripartito in tre delegazioni governative di prima classe (Terziere del Porto, Terziere San Marco, Terziere San Leopoldo). Con l'unità d'Italia nel 1863 divenne una provincia italiana con la sola Isola d'Elba.
Il suo territorio confinava a ovest con il Mare Toscano, sugli altri versanti con il compartimento di Pisa, secondo gli antichi confini del "Capitanato Vecchio" ed era costituito dal solo comune capoluogo. Nel 1849 contava 81.407 abitanti. Dopo l'Unità d'Italia formò, insieme al governo dell'Isola d'Elba, la provincia di Livorno, che mantenne tali confini fino al 1925, quando fu ampliata dall'acquisto di vari comuni della provincia di Pisa a sud lungo la fascia costiera fino a Piombino.